# Chaves (Pará)
Chaves is een gemeente in de Braziliaanse deelstaat Pará. De plaats ligt op het eiland Marajó. De gemeente telt 20.757 inwoners (schatting 2022).

## Geografie

### Hydrografie
De plaats ligt aan de rivier de Amazone, die uitmondt in de Atlantische oceaan. De rivier Canal das Tartarugas maakt deel uit van de gemeentegrens. Een zijrivier van de Anajás ontspringt in de gemeente. Binnen de gemeente liggen een aantal eilanden van de Amazone delta o.a. Ilha Caviana en Ilha Mexiana. Ook bevindt zich hier in de delta de baai Baía de Santa Rosa.

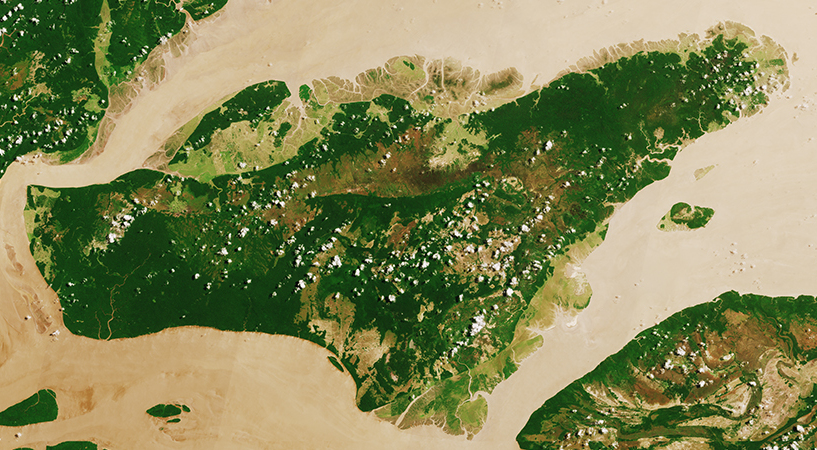
Satellietbeeld van het eiland Ilha Caviana

### Aangrenzende gemeenten
De gemeente grenst op het eiland Marajó aan Afuá, Anajás, Cachoeira do Arari, Santa Cruz do Arari en Soure.
Over het water van de rivier de Amazone grenst de gemeente aan Itaubal (AP) en Macapá (AP).

## Verkeer en vervoer

### Waterwegen
De gemeente is per boot bereikbaar.